# 2020年—2021年泰國示威
2020年－2021年泰國示威，是指2020年起泰國發生的一連串反對泰國政府和2014年軍政府領袖兼總理巴育·占奧差的示威活動。2020年2月，由於備受年輕人歡迎的未來前進黨遭泰國憲法法院裁定解散，當地爆發了第一波的示威抗議。可是，示威受到2019冠狀病毒病疫情的衝擊而暫停。7月18日傍晚，由青年倡議組織「自由青年」領導的數千名示威民眾再度在曼谷民主紀念碑前出現，他們提出了三大訴求，包括解散國會、停止威脅異議人士和修正軍方制定的憲法，要求當局在兩星期內回應訴求，否則將會發起更大規模的示威。示威其後擴展至全國各地超過二十個府，更有海外泰人參與示威。2020年10月15日，泰国宣布进入紧急状态。

## 目標和訴求

### 三大訴求
全國的示威最主要都圍繞着三大訴求作為示威的目標和宗旨，這三大訴求在7月18日民主紀念碑的示威中由「自由青年」確立，三大訴求包括：
1. 國會必須解散：巴育·占奧差領導下的政府無法管理經濟。在2019冠狀病毒病疫情下，政府將全國進入緊急狀態，實施封城措施，卻未能抑止疫情，令經濟崩潰，人們受到了很大的經濟挫折，政府仍無動於衷。而把病毒帶進泰國的人卻有檢疫豁免，被認為有爆發第二波疫情的風險。因此認為不能相信政府管理國家的能力，要求解散國會，把權力交還給人民，讓博學的人制定經濟和政治政策。
2. 停止威脅人民：2019年眾議院選舉後，人們盼望能讓泰國得到更多的民主、言論自由和集會自由，不會受到無理的指控和威脅，但全國維持和平秩序委員會仍有權力對朋友、家人、親戚進行「審理」，拒絕追求民主的人發聲，呼籲政府停止威脅人民，廢除侵犯言論自由、集會自由的法案。
3. 制定新憲法：現在的憲法由軍政府設立，有利於繼承其統治，沒有民主和法律基礎，但反對憲法草案的人受到威脅。現在憲法內容包括：只要參議院內250人同意，便可任職首相；獨立機構和法院用作否決市民和議員；投票制度的缺陷造成了無能政府的出現等。所以只有修正憲法才能讓泰國得到真正的民主。

### 限制泰国王室权力诉求
从2020年8月10日起，以曼谷法政大学学生为主体的学生团体“法政与游行联合阵线”呼吁改革君主制。要求泰王玛哈·哇集拉隆功对君主制进行改革，呼吁限制泰王的权力。9月20日，该团体提交十项改革君主制的要求：
1. 废除宪法第6条，该条规定任何人不得对国王提出法律控诉。增加一条条款，赋予议会对国王进行制衡的权力，类似于1932年暹罗立宪革命的泰国人民党向巴差提朴国王提出的临时宪法。宪法的目的是推翻君主制，恢复泰国的全面民主制度。
2. 废除《君主法》第112条，该条规定，“诽谤、侮辱或威胁国王、女王、法定继承人或摄政王”的人将被处以3至15年的监禁。允许人民言论自由，批评君主制。
3. 将国王的个人财富与王室预算（来自纳税人的钱）分开，并让后者接受财政部的监督。
4. 根据国家的经济状况相应地减少王室预算。
5. 废除不必要的机构，如枢密院。取消国王的军事力量。
6. 废除皇家慈善项目。建立一个制衡王室开支的制度。
7. 国王不应公开他的政治观点。
8. 取消公共关系运动和崇拜君主制度的教育课程。
9. 找出杀害那些批评君主制并与之有联系的平民的真相。
10. 国王不应赞成军事政变。

## 第一波（2020年2月）

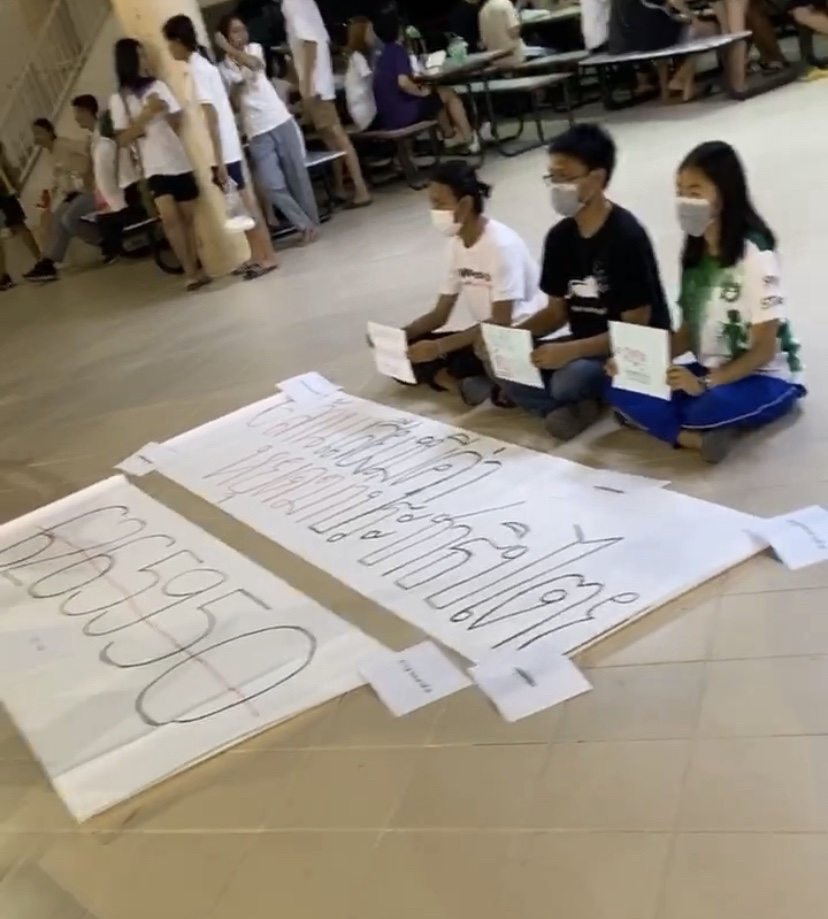
2月25日在那空那育府詩納卡寧威洛大學翁卡叻校區的示威

第一波示威在憲法法院裁定受年輕人支持的反對黨未來前進黨解散後在2月21日起升溫，數以百計學生在2月24日上街示威，其後迅速在全國數間中學和大學爆發示威，而每間學校都有自己獨特的主題標籤。但示威仍只局限於個別學校。及後，學校因2019冠狀病毒病而關閉，示威活動亦被迫暫停。

## 第二波（2020年7月至12月）

### 導火線
2020年6月4日，反獨裁民主聯盟成員、流亡海外的泰國民主人士萬差勒·沙沙西在金邊住所附近小鋪等待訂餐時被一名不明黑色口罩男子拖進黑色休旅車，另有兩名不明男子為同夥，當時他正在與姐姐通電話，而最後一句話是「我不能呼吸了」。柬埔寨國家警察發言人指柬埔寨官方和警察不可能逮捕他，又承諾調查事件；泰國警方則表示不知道他的下落。事件引發泰國民眾的抗議，要求徹查。
7月15日，當局報告兩宗新增2019冠狀病毒病個案，分別為在羅勇府的埃及士兵和在曼谷宛他那縣蘇丹外交官的女兒，兩人皆受到政府豁免執行數個檢測措施，然而，政府直到16日才公佈兩人到過的地方，令網民擔憂會有第二波疫情的出現。這亦令民眾批評政府豁免檢疫措施，嚴重影響羅勇府的旅遊業發展。同日，泰國首相巴育·占奧差到訪羅勇府，其間有兩名示威者手持標語要求其辭職，兩名示威者當場被捕，並被警員襲擊，令不少Twitter網民大為不滿。

### 示威活動

#### 曼谷

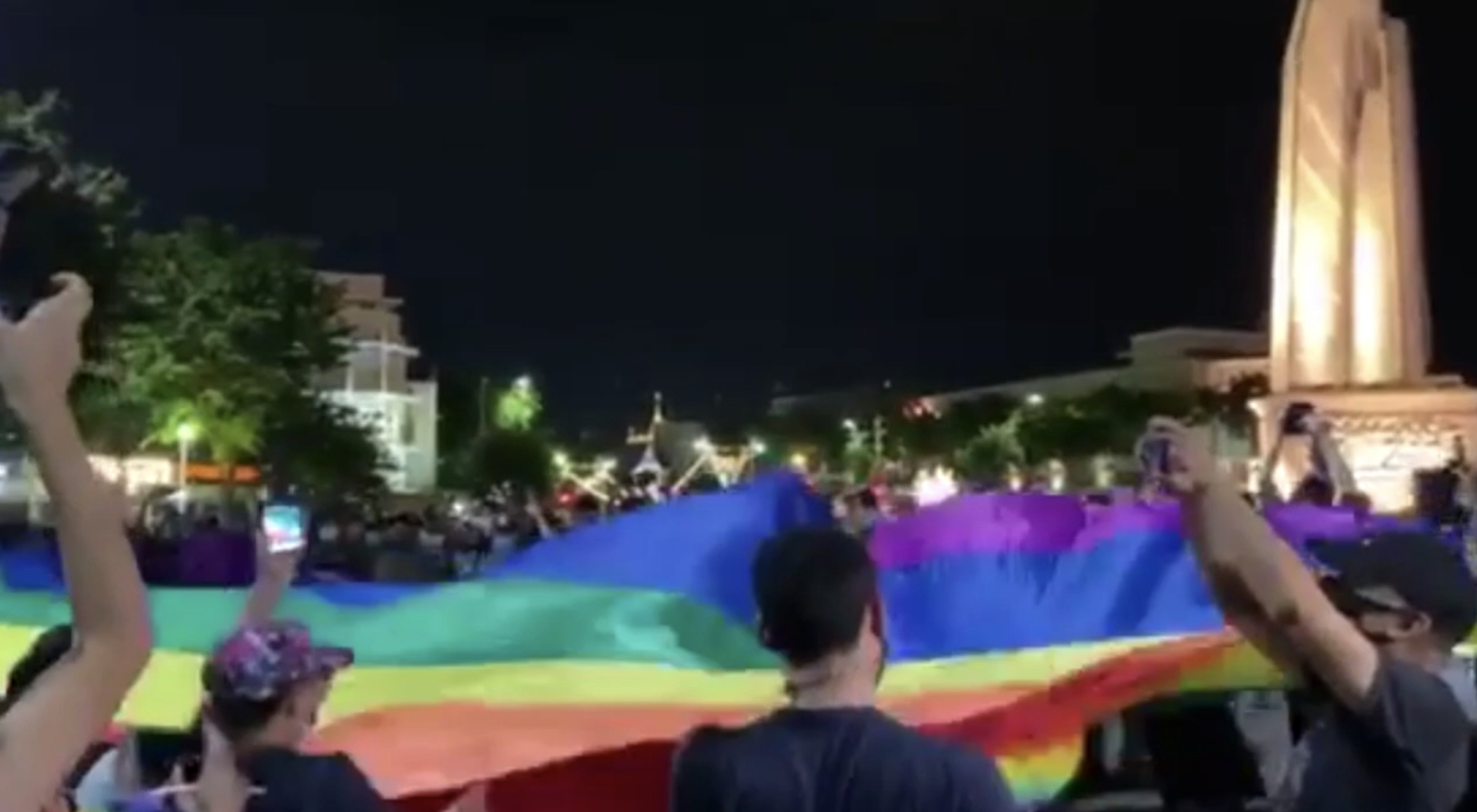
7月25日示威中，FreeTheoy組織揮動LGBT旗

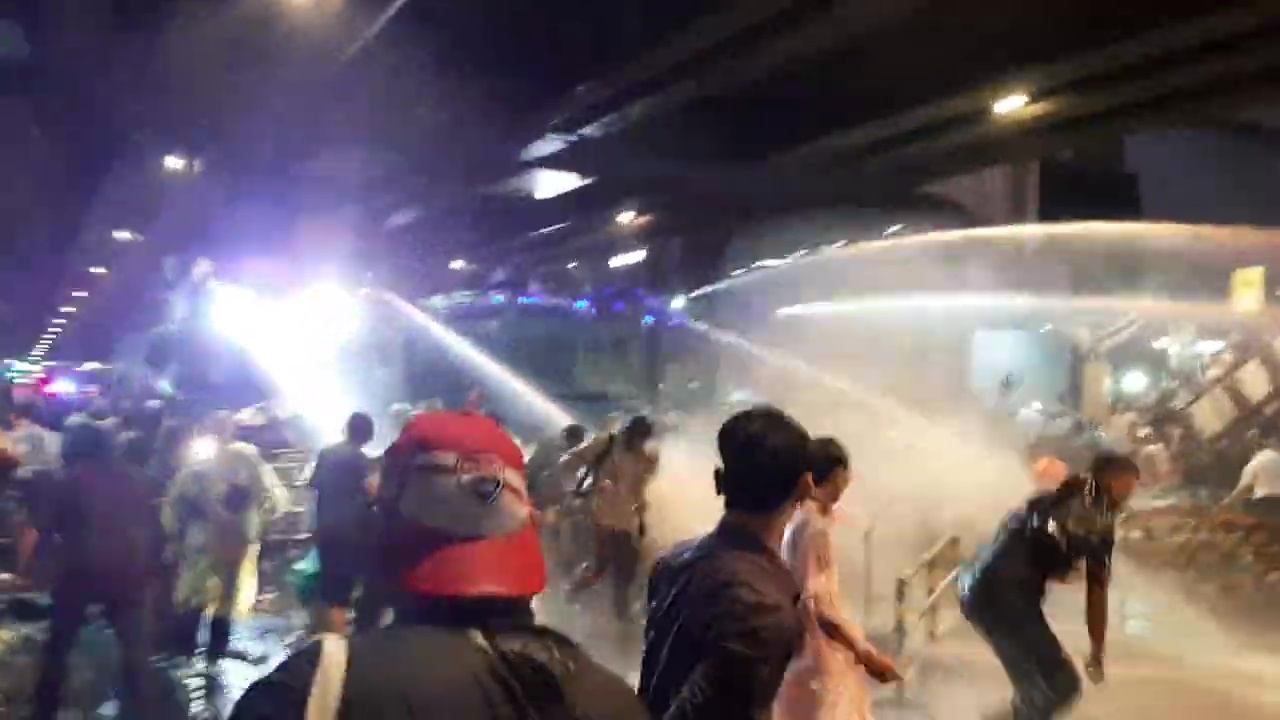
10月16日晚上，泰国警方出動加入化学剂的水炮車，驱散在曼谷示威抗議的人群方

7月18日，曼谷民主紀念碑爆發了一場自2014年政變以來泰國最大的示威，約2500名示威者在廣場聚集。以青年倡議組織「自由青年」（皇家轉寫：yaowachon plod aek）為首的示威者提出了三大訴求，分別為解散國會、停止威脅異議人士和修訂軍方制定的憲法。集會原本預訂通宵舉行，在第二天解散，但最終因為安全理由而提早在午夜結束。
7月22日，一班來自詩納卡寧威洛大學的學生以「SWU世代轉變」（มศว คนรุ่นเปลี่ยน）的名義，在民主紀念碑舉行「褒頌這個美麗的花園」活動，諷刺軍政府在18日為了阻止示威者進入而把盆栽植物搬到廣場內，這些盆栽植物在幾天後被移除。
7月23日，由蓬瓦·伦甲西威（Phumwat Raengkasiwit）領頭的新生活聯盟（Nawachiwin）在國會大廈前開始了絕食抗議，希望引發對2019冠狀病毒病疫情管理不當引起極端貧窮問題的關注。
7月25日，名為「自由變性女性」（Free Theoy）的LGBT組織在民主紀念碑集會，要求就同性婚姻立法，以及回應示威者的三大訴求。泰國青年領袖涅蒂威·觸蒂帕派訕（秦聯豐）形容當天的示威極具創意，又認為這是泰國近期示威活動中的標誌性事件。
7月26日，「自由青年」等組織發起名為「奔跑吧，哈姆太郎」的活動，在民主紀念碑舉行，當天活動包括圍繞紀念碑跑步和合唱經改編並諷刺政府腐敗的哈姆太郎主題曲，諷刺政府浪費納稅人的稅款。其後的幾天中很多示威都以哈姆太郎為主題，有網民認為這顯示了泰國人不願再屈於任人操縱的生活中，希望在這次運動中解放、獲得自由，並表示可用「哈姆太郎運動」一詞命名這次示威運動。
8月3日，阿農·南帕在內的200名示威者在民主紀念碑聚集，要求解散國會、重新制定憲法並實施尊重民主的君主立憲制和取消或改革不敬罪。他們大多打扮成的角色，稱要施放「保護民主」的咒語，又把泰王哇集拉隆功比擬作反派角色，受限於法律而只能以「那個人」稱呼，還諷刺副總理巴威·翁素萬為「食稅人」。同場亦有示威者舉起「光復香港，時代革命」和「我們會共同對抗獨裁政權，因為我們是奶茶聯盟」標語。示威團體指會在8月10日舉行更大規模的示威活動，但泰國王室沒有回應。
8月7日，非牟利人權組織發起聯署，希望得到五萬個簽名，修正2017年軍方制定的憲法。
8月10日，人民運動組織憲法小組（Campaigning Group for Constitution of the People）提交了舉行修正憲法公投的法案，與此同時，保護國家職業學生協調中心（Coordination Centre of Vocational Students for the Protection of National Institutions）舉行集會反對示威活動，指示威者被煽動，背後有希望令政權倒下的政治目的。
8月16日，由自由青年轉型而成的「自由人民」（Free People）發起在民主紀念碑前舉行集會，約二萬至二萬五千民眾出席活動，要求改革皇室。
8月18日起，泰国多所大学及高中學生响应示威行动。部分高中生在校园集会时，举起电影《饥饿游戏》象征反极权的“三指礼”手势和挂白丝，表示质疑校内箝制言论自由的学生，并聚集在教育部前抗议，以响应反政府示威行动。
9月19日，泰國法政大學學生與兩萬民眾响应号召涌入皇家田广场，在曼谷大皇宮發起示威，高喊“政府下台、人民万岁”的口号，表达对政府施政的不满。
9月20日，示威民众和学生在大王宫旁边王家田广场的地上，镶嵌一块刻着“国家属于人民，不属于泰王”等字样的铜制圆牌，直接挑战王室权力，该铜制圆牌在21日被拆除。同日，示威学生与民众到大皇宫递交十项要求王室改革的请愿书。泰国警方决定以冒犯君主罪起诉主要的学生领袖，并以違反公共集會法等罪名起訴参与者。
10月13日，数百名示威者在曼谷民主纪念碑附近聚集，期间有示威者向警方泼蓝漆，并向警方防线推进，双方爆发冲突，警方表示，有至少21人被拘留。
10月14日，聚集在曼谷民主纪念碑的示威者增至数千人，以紀念1973年10月5日至6日发生的「法政大学大屠杀」」47周年和呼吁政府改革以及限制王室权力。而泰国王后素提达的座駕途徑集會現場附近时，遭到示威者舉三指礼抗議。一群支持泰国王室的黄衣团体亦於該地举行集会，在示威者舉起反对泰王手势时襲擊示威者，导致多人受伤，泰国警方隨即分隔两帮群眾并對泰國总理办公室礼宾府外的集會進行清場。
10月15日，泰国政府颁布紧急状态令，禁止進行5人以上的集會，傳媒報道亦受限，禁止作出會引起恐懼、刻意扭曲資訊、誤導，危害國家安全的報道，當局並有權禁止民眾進入任何區域。多名示威者领袖如安农、帕努蓬等皆被泰国警方拘捕。数千名示威民众无视政府颁布的紧急状态令，15日继续在曼谷商业区和四面佛附近的拉巴颂街头举行示威集会，并举起象征反极权的三指礼，敦促政府释放被捕人士和要求首相巴育下台，巴育对此回应表示，他不会辞职，并警告示威者停止示威活動
10月16日晚，泰国警方出動加入化学剂的水炮車和催淚彈，驱散在曼谷示威抗議的人群，示威者则组成伞阵抵挡，与防暴警员推撞。最终一名示威領袖被迫向示威民众宣告示威暂时结束。泰国逾1000名医生联署公开信，要求当局遵守禁止对和平示威者使用化学刺激剂的国际法规。另有两名示威者被控涉嫌在14日对王后素提达作出「暴力行为」，面临16年監禁至无期徒刑。《路透社》报导，当日发布的片段显示，示威者仅对王后素提达举起象征反极权的「三指礼」手势，没有迹象显示她受到伤害。这也是泰国示威爆发以来，泰国政府对示威者的最高控罪。
10月17日，曼谷示威者再次号召民众在下午4时在最近的空铁（BTS）和地铁（MRT）铁路站集会。泰国政府紧急下令曼谷铁路全线服务在下午3时起暂停，多个地铁站被关闭。警方也封锁多条主要道路，企图阻止示威，不准民众进入车站。當天在曼谷大羅斗圈，警車內一名警員被法新社攝影記者拍到舉起支持示威者的三指手勢，事後該名警員被網民讚賞勇敢。10月18日，曼谷连续第5天发生反政府示威活动中，上万名示威者聚集在曼谷胜利纪念碑等数个地点继续抗争。泰国首相巴育发言人表示政府愿意认步，准备倾听来自各方人民的声音，并且也会不留余力解决各地区出现的各种问题。示威者也在网上发起联署，要求德国政府列泰王为不受欢迎人物。泰国流行音乐明星、选美皇后、电视名人等也纷纷加入发声行列，在社交媒体上对数百万追踪者贴出支持示威者的讯息。
10月19日，泰国国会探讨在11月1日国会复会之前召开一次特别议会会议，以设法缓解反政府示威浪潮。泰国警方下令调查4家媒体以及一个抗议团体的面子书网页内容，称「从情报部门收到信息，有关媒体的内容和不实信息被人引用和传播，引发混乱并煽动社会动荡。」引发媒体组织的强烈不满，指责巴育政府攻击新闻自由。
10月21日，上万名示威者响应在曼谷民主纪念碑的集会，要求政府释放被捕的示威者，并撤销紧急法。示威者在曼谷地铁站游行时高喊「打倒封建、人民万岁」口号，在奏响国歌时集体高举「三指礼」，之后游行到泰国政府办公大楼，并要首相巴育三天内下台。另有数十名支持泰国王室的黄衣团体与反政府示威者在曼谷一所大学相遇，军警及时将双方隔开而避免双方引发冲突。
10月22日，泰国政府颁布取消紧急状态令。
10月25日，数千示威者兵分两路，在曼谷市中心和德国驻泰国大使馆示威，要求首相巴育下台和公开泰王在德国「躲避疫情」的情况。示威者沿着曼谷市中心拉差巴颂十字路口（Ratchaprasong Intersection）集会，要求首相巴育下台。泰國最大反對黨為泰黨領袖也敦促巴育盡快下台。另一派「自由青年」组织从曼谷山燕路口（Sam Yan Intersection）游行至德国大使馆提呈请愿书向泰国王室施压，要求德國當局調查泰王是否在德國遠程操控泰國內政以及泰王是否違反德國法律。一群支持泰国王室的团体早一步聚集在德国使馆前，向反对泰国皇室的示威者抗议，泰国警方对此派出大批防暴警察在大使馆前驻守。有3名示威者代表获准进入使馆递交诉求书并与德国大使交谈。在外的民众也分发了泰、德、英三语版本的通告，并且当场朗读。而此時有保皇派在Facebook上對示威者發出死亡威脅。
11月1日，泰王哇集拉隆功和詩琳通公主前往帕佛陀大摩尼寶玉佛祈福，當天下午，大批皇室支持者在玉佛寺正門前廣場集會，以示對泰國王室的支持。晚上7時許，泰王和公主來到集會現場問候支持者。有記者向國王詢問有什麼話想傳達給示威者，国王說了三遍「我们依然爱他们」。記者又問是否會與示威者妥協，國王表示「泰国是妥协之地」。
11月8日，示威者再度前往曼谷民主紀念碑廣場集會，皇室支持者率先來到廣場，但最終被示威者推擠離開，示威者成功佔據廣場。之後示威者在民主紀念碑廣場集體坐下寫下「給皇室的信」。隨後示威者一邊舉起寫好的信一邊向皇宮進發，警方在皇宮前佈置公車和鐵絲網作為路障，並向示威者發射水炮，多人受傷。
11月14日，曼谷再度出現要求總理巴育下台和改革君主立憲制的示威。當天也有部分君主制支持者聲援王室。
11月17日，示威者在國會大樓外示威，警方朝示威者發射水炮及催淚彈，造成至少18人受傷。
11月18日，示威者遊行至曼谷警察總部，并向門牌潑油及噴漆。當天國會否決全體修憲委員會提交的修憲草案。
11月25日，數千人在曼谷游行，示威者呼吁泰國国王拉瑪十世放弃巨额王室财产，改革王室资金的透明度。示威者還要求总理巴育辞职，修改親军队的宪法。
11月29日，示威團體在陸軍第11步兵團營區外集結，要求泰王將第11步兵團的指揮權交還給泰國陸軍。

#### 曼谷以外地區

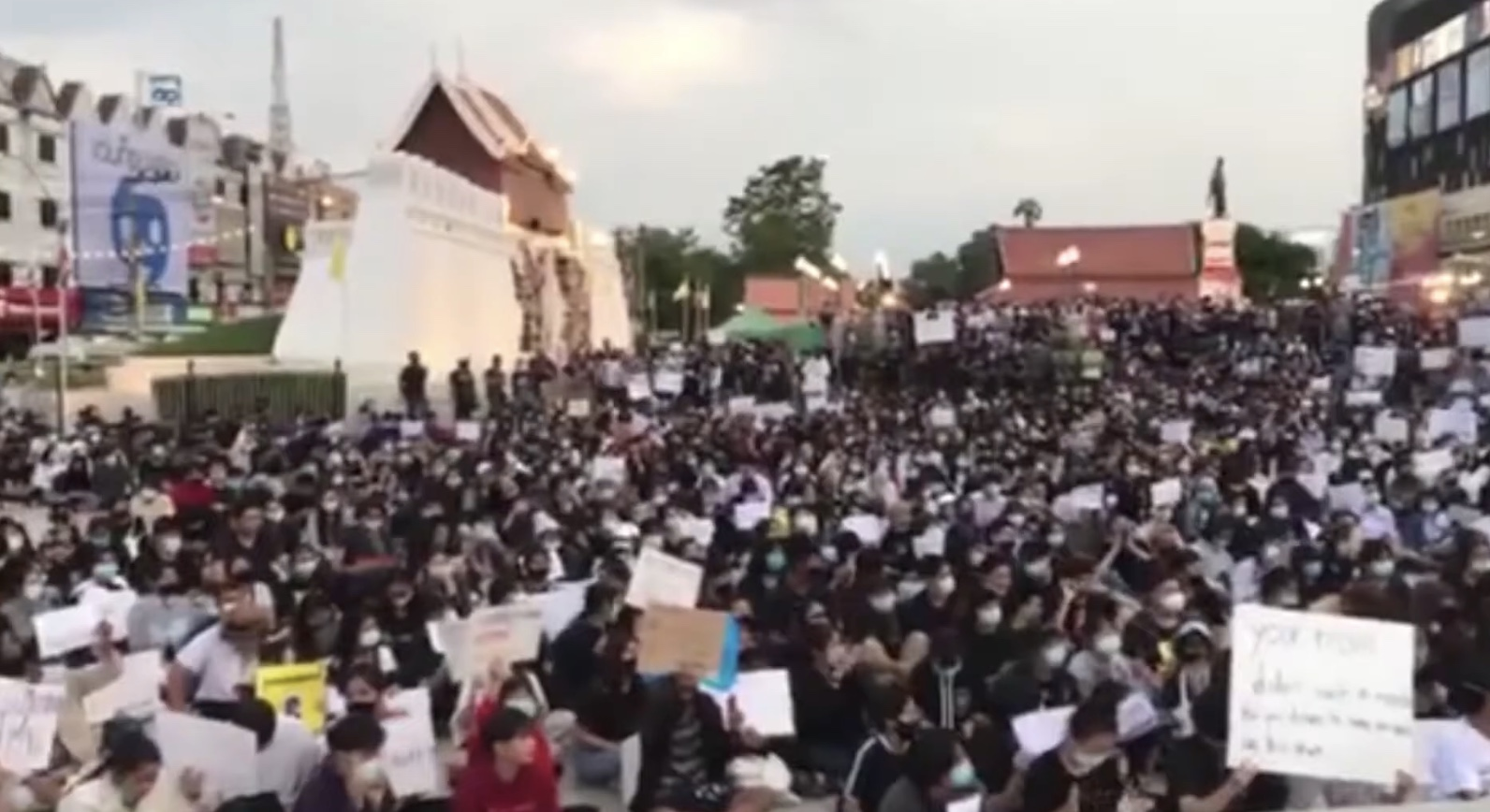
7月24日在呵叻府的靜坐示威

7月18日，曼谷的集會過後，示威浪潮蔓延至全國各地超過20個府。第一場曼谷以外的示威在清邁府和烏汶府在7月19日舉行。
主要示威活動：
- 7月19日，「自由青年」和清邁大學學生在清邁府舉行示威。[84]
- 7月19日，烏汶叻差他尼大學（英语：Ubon Ratchathani University）學生和教職員在烏汶府舉行和平示威。[85]
- 7月22日，有組織發起在春武里府邦盛海灘（英语：Bang Saen Beach）「撿垃圾」活動，其領袖承認「垃圾」暗示政府無能，而活動中有示威者被警察不合法對待。[86]
- 7月24日，來自呵叻府四所院校的教職員和學生在陶素拉那里紀念碑前靜坐。[87]

#### 海外地區
7月26日起，在法國巴黎、美國紐約和英國倫敦等地都有當地泰國人發起反泰國政府的抗議行動，其中在巴黎，有泰國人發表講話，呼籲國際社會支持泰國的示威活動。。

## 第三波（2021年2月至3月）

### 重新举行示威
2021年2月9日，泰国警方对四名示威领袖以「冒犯君主罪」进行拘留，最高可判15年徒刑。抗议者对此宣布去年因第二波冠状病毒大流行的干扰而暂停的街头示威活动重新开始，重申过去的三项民主改革要求：罢免总理巴育·占奥差，修改军方支持的宪法和改革君主制。人权组织泰国人权律师协会称，自11月以来，泰国已对超过58人进行淫亵皇室的指控。
2月10日，几千名抗议者聚集在曼谷市中心的购物区进行游行示威，要求总理巴育下台和释放被捕的示威领袖。示威领袖Panusaya Sithijirawattanakul对此宣布：「今天是今年示威的第一天」。另一名示威领袖阿塔蓬·布帕特（Attapon Buapat）以缅甸的抗议活动展示了他们的政治意识，呼吁泰国示威者动员起来。缅甸的劳工也参与抗议活动，以表示对缅甸政变导致民选领导者昂山素季被罢免，军事统治重新执政后的不满，要求恢复民主。一些泰国示威者也携带了昂山素季的海报，和模仿缅甸捣打锅碗瓢盆的活动。缅甸示威者也汲取了泰国示威者挥舞「三指礼」的灵感，这一举动是泰国民主运动抵抗的象征。直到晚上9:00左右，示威者领导宣布示威活动已经结束。
2月13日，示威者重返曼谷民主纪念碑举行集会，反对禁止侮辱泰国国王的法律，并用大红布包裹民主纪念碑，上面写着支持民主改革。示威者用椰子壳拼出112的数字，表示反对泰国第112条对皇室诽谤的法例。示威者要求对君主制进行改革和废除对皇室诽谤的刑法。集会负责人阿塔蓬·布帕特（Attapon Buapat）怒斥警方：「如果警察在7天之内不释放我们的朋友，我们将在这里对纪念碑进行大规模抗议」。夜幕降临之后，示威者游行前往泰国皇宫，但警方设置的路障和铁丝网拦住。在警察试图驱散人群时，部分示威者向警方投掷油漆和自制炮竹，警察与抗议者的冲突造成40多人受伤。
2月19日，泰国国会进行为期四天的辩论中，总理巴育面临自2019年7月上任以来的第二次不信任动议，同时数百名示威者也聚集在泰国议会外进行抗议活动，批评总理及其内阁在各个领域滥用权力、管理不善和政策失灵。泰国警方在国会部署约900名警察，并准备增加11,850名警察待命，准备应对隔日的示威集会。2月20日，总理巴育及其内阁成员成功通过不信任议动议，大约1000名抗议者在国会大楼门外举行和平集会，并轮流发表谴责国会投票结果，一些与会者举着牌子批评政府和君主制。
2月28日，泰国警方在总理官邸附近的军营车道上堆积集装箱和铁丝网形成路障，以阻止示威者对总理官邸的集会，约2,000名示威者从曼谷胜利纪念碑，游行至总理官邸所在的军营外抗议，要求修改宪法及王室改革，以表示对4名被控「冒犯君主罪」的示威领袖被上诉法院拒绝保释表达不满。来自缅甸的劳工也与泰国示威者一同批评总理会见缅甸军政府任命的新任外交大使和抗议缅甸国务资政昂山淑姬被拘禁。来自香港、台湾、泰国和缅甸的奶茶联盟呼吁民主运动人士在网上和现实生活中作出共同努力，以支持缅甸的抗议活动。泰国警方在总理巴育住所附近向民主抗议者使用催泪瓦斯、水炮和橡皮子弹，有10名示威者和22名警察受伤。

## 第四波（2021年6月至11月）
儘管新的非政府組織法限制非政府組織在泰國的營運及新冠肺炎疫情仍然嚴峻，2021年6月，據說新一波的示威已預備啟動。

7月18日，泰國民眾因Alpha和Delta變種病毒株引爆的嚴重大規模感染和反政府示威一周年，因此不顧禁令在首都曼谷民主紀念碑前發起示威，抗議嚴重特殊傳染性肺炎疫情控制不力，引發警民衝突。泰國警方部署了1,500名警力。
|                                              | 如果我們現在不出來，我們不知道我們到底還能活多久，未來還有沒有機會再次上街。 |
| ——泰國學生聯盟主席朱塔提（Jutatip Sirikhan） |                                                                              |

## 拘捕
2020年8月7日，泰國當局拘捕兩名學生領袖，分別為人權律師阿農·南帕和帕努蓬·乍諾，他們被控煽動叛亂、違反緊急法等罪名。國際特赦組織發表聲明，要求當局撤銷檢控，保障集會自由和言論自由。幾個學生團體在同日較早的記者會中指計劃在8月16日發起大型示威。8月8日，兩人獲准保釋，條件是不參與可能觸及被捕指控的事，然而，在釋放後兩人指會繼續參與民主集會。
8月14日，綽號為「企鵝」的法政大學學生領袖巴利·七瓦拉被泰國當局以參與7月18日曼谷「自由青年」的集會為由拘捕，人權觀察要求泰國當局撤回其所有控罪並將他無條件釋放，他在第二天獲准保釋，步出法庭時表示「民眾應該更公開地討論君主」。
8月19日，泰國法院對六名民主抗議人士發出拘捕令，包括8月7日已曾被捕後獲釋的阿農·南帕和帕努蓬，指控他們參與8月10日法政大學的集會，翌日，當局再拘捕三名示威人士；兩日被捕的合計九人全都被控煽動叛亂等八項罪名，香港立場新聞形容其為「大圍捕」。
2021年3月10日，泰国曼谷刑事法院下令将三名被控侮辱君主的人士羁押候审。

## 各方反應

### 支持示威
泰國
- 泰國前進黨一名議員指示威活動中提到君主制的嘲諷是事實，需要引起各方的關注。[110]
- 8月16日至21日一项对197,029名民众进行的全国性民调显示，59.1%的人表示学生们提出的要求是民主国家所允许的，62.8%的人同意改革宪法的要求，53.9%的人同意总理巴育应该 "辞职或解散议会"，59.5%的人同意政府应该 "停止恐吓 "民众。抗议活动的总体支持率为53.7%，反对者为41.2%[111]。

 香港

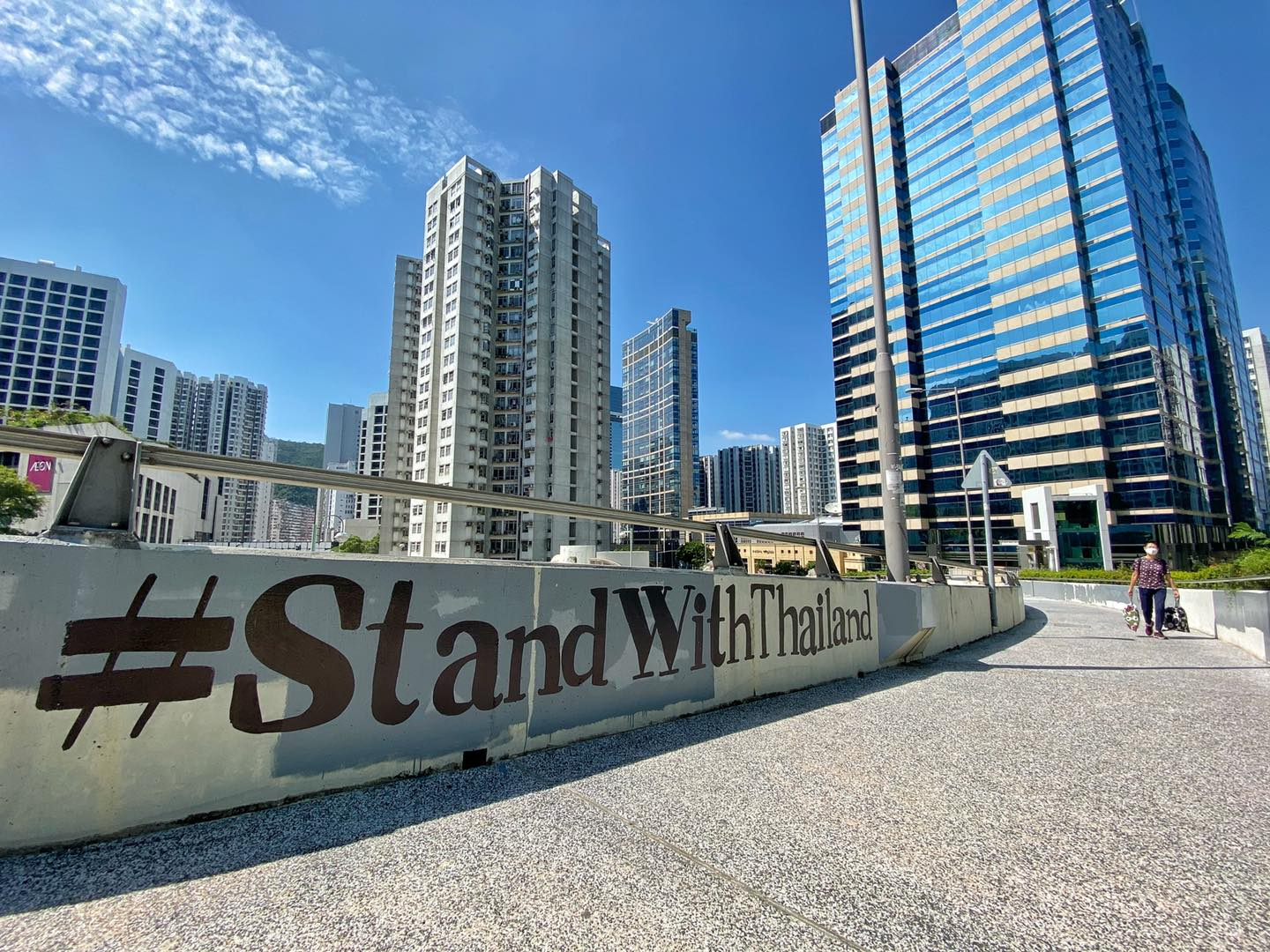
香港島康山道天橋出現了#StandWithThailand 的塗鴉

- 屯門社區網絡以「讓極權終結在我們這世代」為題，指泰國每日有數以千計市民參與民主運動，這些示威者不希望極權問題延續的決心，與香港民眾深感共鳴，又表示香港及泰國同為反極權的「奶茶聯盟」一員，需繼續互相關注。[112]
- 天水連線強調「在世界的另一方，同時有一群勇敢的人不惜一切對抗著極權」，除了為泰國的示威者打氣外，亦指泰國民眾和香港民眾一樣希望活在民主自由的國度，又認為與極權抗爭的路上香港並不孤單。[113]
- 於新界東民主派初選中以16,758票勝出的鄒家成指泰國人民為推動政治改革，在經過激烈的街頭抗爭後仍繼續無懼威嚇上街抗議，他認為港人可以在苦難中互相扶持，繼續聯手對抗極權，讓自己的家園成為自由世界的一部分。[114]
- 前學民思潮發言人黃子悅表示將會站在泰國民眾這一邊，亦強調人對夢想的追求是永不止息的。[115]
- 民主黨立法會議員許智峯、前香港眾志秘書長黃之鋒、社民連沙田區議員岑子等人前往泰國駐香港領事館，要求泰國政府正視示威群眾訴求[116]。

 中華民國
- 時代力量表示，對泰國目前的情勢表達關心與支持，並將持續與台灣推動泰國民主聯盟的友人連繫，關注泰國情勢，為亞洲人權與民主化的推動盡一份力。[117]
- 臺灣綠黨表示，由於泰國軍政府專制腐敗以及COVID-19疫情重創經濟，引發泰國幾乎每天都有大規模的集會遊行。而綠黨將會與泰國民眾一同聲援這場自2014年以來最大規模的民主運動，並譴責極權政府一切打壓異議人士的暴行。[118]

 马来西亚
- 净选盟国际局针对泰国示威活动导致曼谷进入紧急状态，表明支持泰国争取民主运动。该组织强调，「民主和自由选举是基本人权，因此需获得尊重和维护。」，而这也受到泰国于1996年签署的公民权利和政治权利国际公约（ICCPR）所保护[119]。
- 全国人民阵线透过网上烛光会声援泰国民主运动，并谴责泰国政府罔顾民意，甚至以铁腕方式对付泰国异议分子。并希望大马人民了解泰国所发生的事件之余，也对民主有更深入的理解及醒觉，共同守护普世价值与人权[120]。

### 反對示威
泰國
- 「泰國指導學院」（สถาบันทิศทางไทย）發佈了一張照片，顯示「示威者的關係圖」，將塔納通·宗龍倫吉、和學生連在一起。[121]
- 泰国国王玛哈·哇集拉隆功表示泰国需要爱国、爱君主制的人民[122]，曾在曼谷當面誇讚一名保皇派勇敢[123]。

 中国大陆
- 中国外交部部長王毅表示：中方坚定支持泰方走符合自身国情的发展道路，支持泰方维护社会稳定、实现发展繁荣。[124][125][126]

### 其他
德國議會表示，若泰王在德國境內做出任何政令，當局就有權將他驅逐出境。

## 备注
1. ↑  法政与游行联合阵线强调十项改革要求的目的不是推翻君主制，而是以良好意愿来尊重和维护民主制度下的君主制制度，以在现代世界的背景下维持该制度。君主制机构不能具有政治权力，必须受到制衡，必须受到批评，也不能给人民带来负担。因此，君主制应在国际公认的民主制度下光荣地存在

## 外部連結
- 维基共享资源上的相關多媒體資源：2020年—2021年泰國示威
- 維基新聞相關報導：Category:2020年泰國示威